# Нелидов, Аггей Иванович
Аггей Иванович Нелидов (около 1760—1790) — офицер Российского императорского флота, участник русско-турецкой войны (1787—1791) годов, Георгиевский кавалер, капитан-лейтенант.

## Биография
Аггей Иванович Нелидов родился около 1760 года в Чухломском уезде, Галицкой провинции (с 1778 года — Костромского наместничества) в семье поручика морского солдатского батальона Ивана Тихоновича Нелидова и его жены Ефимии Ивановны.

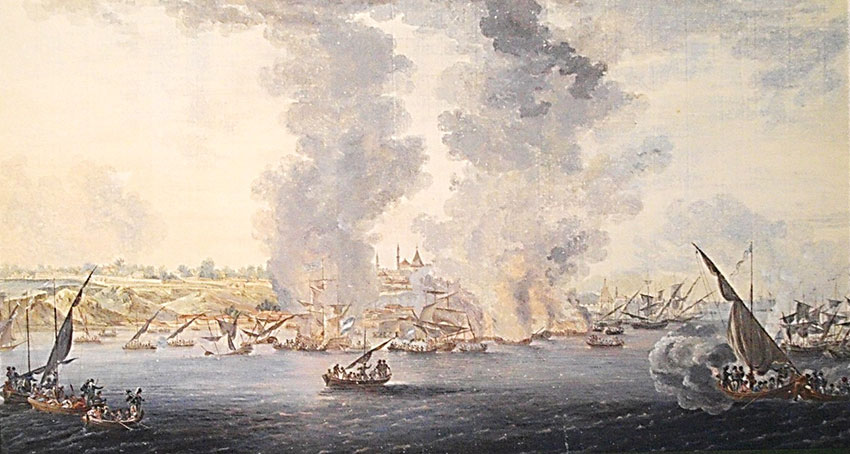
Жан Балтазар де ла Траверс. Морская баталия под Очаковым

Учился в Морском кадетском корпусе. В 1780 году произведён в гардемарины. 6 декабря 1782 года произведён в мичманы. Ежегодно находился в кампании, плавал в Балтийском море. 14 апреля 1785 года произведен в лейтенанты. В 1786 году был командирован в Киев. В 1787 году, во время путешествия императрицы Екатерины II в Крым, командовал 10-баночной галерой № 5 «Снов» во время похода по Днепру до Екатеринослава. В походе на его галере находились сопровождающие императрицу граф А. Ф. Ангальт, граф А. А. Безбородко, генерал-майор Левашев, шталмейстер В. М. Ребиндер .
Участник действий Черноморского флота под Очаковом в ходе русско-турецкой войны (1787—1791) годов. В 1788 году был награждён орденом Святого Георгия 4 класса за участие в боевых действиях на Днепровском лимане.
12 сентября 1788 года произведён в капитан-лейтенанты. В 1789—1790 годах действовал в составе гребной флотилии генерал-майора О. М. Дерибаса. В ноябре 1790 года находился на бомбардирском корабле «Константин» (командир капитан-лейтенант Скоробогатов) при блокировке и бомбардировки крепости Измаил. 10 декабря во время перестрелки с батареями Измаила турецкая бомба попала в пороховой погреб «Константина», корабль взорвался, вместе с экипажем погиб и А. И. Нелидов.